# Bangor Base
Bangor Base az Amerikai Egyesült Államok északnyugati részén, Washington állam Kitsap megyéjében elhelyezkedő statisztikai település. A 2010. évi népszámlálási adatok alapján 6054 lakosa van.

## Népesség
A település népességének változása:
| Lakosok száma | 7253 | 6054 | 5482 |
|               | 2000 | 2010 | 2020 |